# Cloud Peak
Cloud Peak je nejvyšší hora pohoří Bighorn Mountains, které je součástí Středních Skalnatých hor.
Cloud Peak leží v centrální části pohoří, na hranicích Big Horn County a Johnson County, na severu Wyomingu.
Má dominantní postavení ve svém okolí, je viditelná z velké dálky i ze sousedního státu Montana. Má druhou nejvyšší prominenci z vrcholů ležících ve Wyomingu, po nejvyšší hoře Gannett Peak.
Na severovýchodním svahu hory se nachází ledovec. V letních měsících je Cloud Peak oblíbeným turistickým cílem.